# Elecciones presidenciales de Estados Unidos de 2024 en Pensilvania
Las elecciones presidenciales de Estados Unidos de 2024 en Pensilvania se llevaron a cabo el 5 de noviembre de 2024, como parte de las elecciones presidenciales de Estados Unidos de 2024. Los votantes de Pensilvania eligieron a los 19 electores que los representarían en el Colegio Electoral mediante votación popular.
Pensilvania tenía el premio electoral más grande de todos los estados clave en 2024. Como tal, se consideraba ampliamente el campo de batalla más crucial en toda la elección, ya que se estimaba que el ganador del estado tenía un 90% de posibilidades de ganar la presidencia.
En julio de 2024, Donald Trump fue blanco de un intento de asesinato por parte de Thomas Matthew Crooks mientras daba un discurso en Butler, Pensilvania.

## Cambios en la ley electoral
En 2022, la Corte Suprema de Pensilvania confirmó la votación por correo sin excusas. En 2023 se promulgó el registro automático de votantes, lo que ayuda a registrar a los ciudadanos al obtener una licencia de conducir.

## Encuestas
| Fecha                    | Fuente                            | Muestra | Trump (R) | Harris (D) | Ventaja |
| ------------------------ | --------------------------------- | ------- | --------- | ---------- | ------- |
| Fecha                    | Fuente                            | Muestra |           |            | Ventaja |
| 4 de noviembre de 2024   | AtlasIntel                        | 1840    | 50%       | 49%        | 1       |
| 3 de noviembre de 2024   | Trafalgar Group                   | 1089    | 48%       | 47%        | 1       |
| 3 de noviembre de 2024   | Patriot Polling                   | 903     | 50%       | 49%        | 1       |
| 2 de noviembre de 2024   | AtlasIntel                        | 2049    | 50%       | 48%        | 2       |
| 2 de noviembre de 2024   | Emerson College                   | 1000    | 50%       | 49%        | 1       |
| 2 de noviembre de 2024   | The New York Times                | 1527    | 47%       | 47%        | -       |
| 2 de noviembre de 2024   | Mainstreet Research               | 798     | 46%       | 48%        | 2       |
|                          |                                   |         |           |            |         |
| 31 de octubre de 2024    | AtlasIntel                        | 1738    | 49%       | 48%        | 1       |
| 31 de octubre de 2024    | SoCal Strategies                  | 850     | 48%       | 50%        | 2       |
| 31 de octubre de 2024    | OnMessage Inc.                    | 800     | 49%       | 47%        | 2       |
| 30 de octubre de 2024    | Morning Call                      | 460     | 47%       | 49%        | 2       |
| 30 de octubre de 2024    | Marist College                    | 1400    | 48%       | 50%        | 2       |
| 30 de octubre de 2024    | Echelon Insights                  | 600     | 52%       | 46%        | 6       |
| 29 de octubre de 2024    | AtlasIntel                        | 1299    | 50%       | 47%        | 3       |
| 28 de octubre de 2024    | Rasmussen Reports                 | 849     | 49%       | 47%        | 2       |
| 28 de octubre de 2024    | Fox News                          | 1057    | 50%       | 49%        | 1       |
| 27 de octubre de 2024    | Redfield & Wilton Strategies      | 1116    | 48%       | 48%        | -       |
| 26 de octubre de 2024    | North Star Opinion Research       | 600     | 47%       | 47%        | -       |
| 25 de octubre de 2024    | YouGov                            | 3685    | 49%       | 50%        | 1       |
| 22 de octubre de 2024    | Emerson College                   | 860     | 51%       | 49%        | 2       |
| 20 de octubre de 2024    | Quantus Insights                  | 840     | 50%       | 48%        | 2       |
| 19 de octubre de 2024    | Trafalgar Group                   | 1084    | 46%       | 43%        | 3       |
| 17 de octubre de 2024    | AtlasIntel                        | 2048    | 50%       | 47%        | 3       |
| 15 de octubre de 2024    | Morning Consult                   | 1395    | 48%       | 49%        | 1       |
| 13 de octubre de 2024    | Rasmussen Reports                 | 1072    | 50%       | 47%        | 3       |
| 10 de octubre de 2024    | The New York Times                | 857     | 47%       | 50%        | 3       |
| 10 de octubre de 2024    | American Pulse Research & Polling | 1193    | 51%       | 49%        | 2       |
| 9 de octubre de 2024     | TIPP Insights                     | 803     | 49%       | 48%        | 1       |
| 8 de octubre de 2024     | InsiderAdvantage                  | 800     | 49%       | 47%        | 2       |
| 8 de octubre de 2024     | Emerson College                   | 1000    | 50%       | 49%        | 1       |
| 7 de octubre de 2024     | Hunt Research                     | 1037    | 48%       | 47%        | 1       |
| 7 de octubre de 2024     | Quinnipiac University             | 1412    | 47%       | 49%        | 2       |
| 2 de octubre de 2024     | YouGov                            | 1000    | 45%       | 47%        | 2       |
|                          |                                   |         |           |            |         |
| 29 de septiembre de 2024 | Patriot Polling                   | 816     | 50%       | 49%        | 1       |
| 29 de septiembre de 2024 | Trafalgar Group                   | 1090    | 48%       | 45%        | 3       |
| 25 de septiembre de 2024 | AtlasIntel                        | 1775    | 51%       | 48%        | 3       |
|                          |                                   |         |           |            |         |
| 25 de julio de 2024      | The Bullfinch Group               | 800     | 47%       | 48%        | 1       |
| 24 de julio de 2024      | Fox News                          | 1034    | 49%       | 49%        | -       |
| 23 de julio de 2024      | Emerson College                   | 850     | 48%       | 46%        | 2       |
| 23 de julio de 2024      | Emerson College                   | 850     | 51%       | 49%        | 2       |
| 23 de julio de 2024      | North Star Opinion Research       | 600     | 47%       | 45%        | 2       |
| 21 de julio de 2024      | SoCal Research                    | 500     | 50%       | 46%        | 4       |
| 16 de julio de 2024      | Insider Advantage                 | 800     | 47%       | 40%        | 7       |
| 12 de julio de 2024      | Public Policy Polling             | 537     | 51%       | 45%        | 6       |
| 11 de julio de 2024      | New York Times                    | 872     | 48%       | 46%        | 2       |
| 11 de julio de 2024      | New York Times                    | 872     | 48%       | 47%        | 1       |
|                          |                                   |         |           |            |         |
| 13 de mayo de 2024       | Bloomberg                         | 812     | 50%       | 43%        | 7       |
|                          |                                   |         |           |            |         |
| 16 de febrero de 2024    | Emerson College                   | 1000    | 49%       | 40%        | 9       |

## Resultados

### Generales
| Partido       | Partido       | Candidato     | Votos     | %     |
| ------------- | ------------- | ------------- | --------- | ----- |
|               | Republicano   | Donald Trump  | 3,543,308 | 50.20 |
|               | Demócrata     | Kamala Harris | 3,423,042 | 48.49 |
|               | Verde         | Jill Stein    | 34,538    | 0.49  |
|               | Libertario    | Chase Oliver  | 33,318    | 0.47  |
| Escritos      | Escritos      | Escritos      | 24,526    | 0.35  |
|               |               |               |           |       |
| Total         | Total         | Total         | 7,058,732 | 100   |
| Participación | Participación | Participación | 7,058,732 | 76.93 |
| Registrados   | Registrados   | Registrados   | 9,174,959 |       |
|               |               |               |           |       |
| Fuente:       |               |               |           |       |

### Por condado
|                | Trump Republicano | Trump Republicano | Harris Demócrata | Harris Demócrata | Total       | Margen | Margen |
| Condado        | Votos             | %                 | Votos            | %                | Total       | Votos  | %      |
| -------------- | ----------------- | ----------------- | ---------------- | ---------------- | ----------- | ------ | ------ |
| Adams          |                   |                   |                  |                  | En curso... |        |        |
| Allegheny      |                   |                   |                  |                  | En curso... |        |        |
| Armstrong      |                   |                   |                  |                  | En curso... |        |        |
| Beaver         |                   |                   |                  |                  | En curso... |        |        |
| Bedford        | 23,656            | 84.01             | 4,335            | 15.39            | 28,157      | 19,321 | 68.62  |
| Berks          |                   |                   |                  |                  | En curso... |        |        |
| Blair          |                   |                   |                  |                  | En curso... |        |        |
| Bradford       |                   |                   |                  |                  | En curso... |        |        |
| Bucks          |                   |                   |                  |                  | En curso... |        |        |
| Butler         |                   |                   |                  |                  | En curso... |        |        |
| Cambria        |                   |                   |                  |                  | En curso... |        |        |
| Cameron        |                   |                   |                  |                  | En curso... |        |        |
| Carbon         |                   |                   |                  |                  | En curso... |        |        |
| Centre         |                   |                   |                  |                  | En curso... |        |        |
| Chester        |                   |                   |                  |                  | En curso... |        |        |
| Clarion        |                   |                   |                  |                  | En curso... |        |        |
| Clearfield     | 30,481            | 75.39             | 9,647            | 23.86            | 40,430      | 20,834 | 51.53  |
| Clinton        |                   |                   |                  |                  | En curso... |        |        |
| Columbia       |                   |                   |                  |                  | En curso... |        |        |
| Crawford       |                   |                   |                  |                  | En curso... |        |        |
| Cumberland     |                   |                   |                  |                  | En curso... |        |        |
| Dauphin        |                   |                   |                  |                  | En curso... |        |        |
| Delaware       |                   |                   |                  |                  | En curso... |        |        |
| Elk            |                   |                   |                  |                  | En curso... |        |        |
| Erie           |                   |                   |                  |                  | En curso... |        |        |
| Fayette        |                   |                   |                  |                  | En curso... |        |        |
| Forest         |                   |                   |                  |                  | En curso... |        |        |
| Franklin       |                   |                   |                  |                  | En curso... |        |        |
| Fulton         | 7,039             | 86.08             | 1,102            | 13.48            | 8,177       | 5,937  | 72.60  |
| Greene         |                   |                   |                  |                  | En curso... |        |        |
| Huntingdon     |                   |                   |                  |                  | En curso... |        |        |
| Indiana        |                   |                   |                  |                  | En curso... |        |        |
| Jefferson      |                   |                   |                  |                  | En curso... |        |        |
| Juniata        |                   |                   |                  |                  | En curso... |        |        |
| Lackawanna     |                   |                   |                  |                  | En curso... |        |        |
| Lancaster      |                   |                   |                  |                  | En curso... |        |        |
| Lawrence       |                   |                   |                  |                  | En curso... |        |        |
| Lebanon        |                   |                   |                  |                  | En curso... |        |        |
| Lehigh         |                   |                   |                  |                  | En curso... |        |        |
| Luzerne        |                   |                   |                  |                  | En curso... |        |        |
| Lycoming       |                   |                   |                  |                  | En curso... |        |        |
| McKean         |                   |                   |                  |                  | En curso... |        |        |
| Mercer         |                   |                   |                  |                  | En curso... |        |        |
| Mifflin        |                   |                   |                  |                  | En curso... |        |        |
| Monroe         |                   |                   |                  |                  | En curso... |        |        |
| Montgomery     |                   |                   |                  |                  | En curso... |        |        |
| Montour        |                   |                   |                  |                  | En curso... |        |        |
| Northampton    |                   |                   |                  |                  | En curso... |        |        |
| Northumberland |                   |                   |                  |                  | En curso... |        |        |
| Perry          | 19,073            | 74.14             | 6,385            | 24.82            | 25,725      | 12,688 | 49.32  |
| Philadelphia   |                   |                   |                  |                  | En curso... |        |        |
| Pike           |                   |                   |                  |                  | En curso... |        |        |
| Potter         |                   |                   |                  |                  | En curso... |        |        |
| Schuylkill     |                   |                   |                  |                  | En curso... |        |        |
| Snyder         | 14,664            | 73.18             | 5,239            | 26.15            | 20,038      | 9,425  | 47.03  |
| Somerset       |                   |                   |                  |                  | En curso... |        |        |
| Sullivan       |                   |                   |                  |                  | En curso... |        |        |
| Susquehanna    |                   |                   |                  |                  | En curso... |        |        |
| Tioga          |                   |                   |                  |                  | En curso... |        |        |
| Union          |                   |                   |                  |                  | En curso... |        |        |
| Venango        |                   |                   |                  |                  | En curso... |        |        |
| Warren         |                   |                   |                  |                  | En curso... |        |        |
| Washington     |                   |                   |                  |                  | En curso... |        |        |
| Wayne          |                   |                   |                  |                  | En curso... |        |        |
| Westmoreland   |                   |                   |                  |                  | En curso... |        |        |
| Wyoming        |                   |                   |                  |                  | En curso... |        |        |
| York           |                   |                   |                  |                  | En curso... |        |        |